# Metagonia myrtifolia
Metagonia myrtifolia là một loài thực vật có hoa trong họ Thạch nam. Loài này được (Michx.) Nutt. mô tả khoa học đầu tiên năm 1843.